# Altaf Husain Hali
Altaf Husain Hali (1837–1914) (en urdu: الطاف حسین حاؔلی‎ – Alṭāf Ḥusain Ḥālī), fue un poeta musulmán indio en lengua urdu.
Fue a Delhi para asistir a sus famosos institutos de educación y para alternar con poetas e intelectuales, cuyas «reuniones y asambleas», como relató años después, «recordaban los días de Akbar y Shah Jahan», los emperadores mongoles de India cuyas cortes alcanzaron un gran prestigio literario y cultural. Sin embargo, Hali se dio cuenta pronto de que aquellos días habían pasado, y de que en realidad había asistido, como recordó más tarde, al «último destello de la cultura en Delhi».
En el poema Mussadas: el flujo y el reflujo del Islam, escrito en 1879 y que fue muy popular, se lamentaba de la caída de los musulmanes:

Si alguien ve la forma en que nuestra caída pasa sin remedio
la forma en que el islam, después de caer, no vuelve a levantarse,
nunca creerá que la marea sube después de cada bajamar,
cuando vea la forma en que nuestro mar se ha retirado.

A principios del siglo XX sus poemas era recitados con frecuencia en las reuniones políticas de los musulmanes antiimperialistas, muchos de los cuales acabaron apoyando la formación de una patria propia —Pakistán— para los musulmanes de la India.

Cuando el otoño se ha instalado en el jardín,
¿por qué hablar de la primavera de flores?
Cuando las sombras de la adversidad oscurecen el presente,
¿por qué insistir en la pompa y la gloria del pasado?
Sí, son cosas para olvidar; pero ¿cómo se puede
al amanecer olvidar la escena de la noche anterior?
La concurrencia acaba de dispersarse;
el humo todavía asciende de la vela quemada;
las huellas sobre las arenas de la India todavía dicen
que una elegante caravana ha pasado por aquí.